# Podłosinie (Strawczyn)
Podłosinie – część wsi Strawczyn w Polsce położona w województwie świętokrzyskim, w powiecie kieleckim, w gminie Strawczyn.
W latach 1975–1998 Podłosinie administracyjnie należało do województwa kieleckiego.